# Альмолонга
Альмоло́нга (исп. Almolonga) — стратовулкан в западной части Гватемалы. Находится в департаменте Кесальтенанго, в 5 км к западу от города Кесальтенанго. Лежит в цепи вулканов, протянувшихся вдоль тихоокеанского побережья Гватемалы.
Расположен в кальдере диаметром 3,3 км. Сложен преимущественно андезитами. Сама кальдера окружена куполами из дацитов и риолитов. Самый молодой и крупный купол Се́рро-Кема́до (исп. Cerro Quemado), достигающий высоты 3173 м. Сложен андезитами и, биотитами дацитами. Неоднократно разрушался. Первый раз около 85 000 лет назад, в период образования современной кальдеры, в результате образовалось ещё 8 вулканических куполов. Последний раз вершина Серро-Кемада вновь частично разрушилась около 1200 лет назад в результате извержения из 8 боковых трещин западного склона и потоки вулканического шлака направились в западном направлении, заняв площадь 40 км², и достигли предгорий вулкана Сиете Орехас (англ.  Volcán Siete Orejas). Горячие источники расположены на северном и западном склонах Серро-Кемадо. Состав горных пород вблизи гидротермальных источников состоит из каолинита, пирита, гипса, алунита. В вулканическом районе Альмолонга неоднократно происходят оползни. Так оползень, произошедший 5 января 1991 года уничтожил часть гидротермальных буровых скважин, которые были установлены в 1981 году, высота сошедшего оползня достигала 2-3 метровой высоты. В результате его схода погибло 23 человека, часть людей получило ожоги от горячего потока, перекрыто шоссе вулканическими породами, которое связывало город Кесальтенанго с тихоокеанским побережьем.
Последнее извержение было в 1818 году, выбросив поток лавы на расстояние 2,5 км.

## Список вулканических объектов по алфавиту, входящих в комплекс Альмолонга
| Название         | Тип                 | Высота (м.) |
| ---------------- | ------------------- | ----------- |
| Серро-Кемадо     | Вулканический купол | 3197        |
| Серро-ла-Педрера | Вулканический купол | 2560        |
| Серро-Текун-Уман | Вулканический купол | 2665        |
| Серро-Хуитан     | Вулканический купол | 2690        |